# 普拉特公园

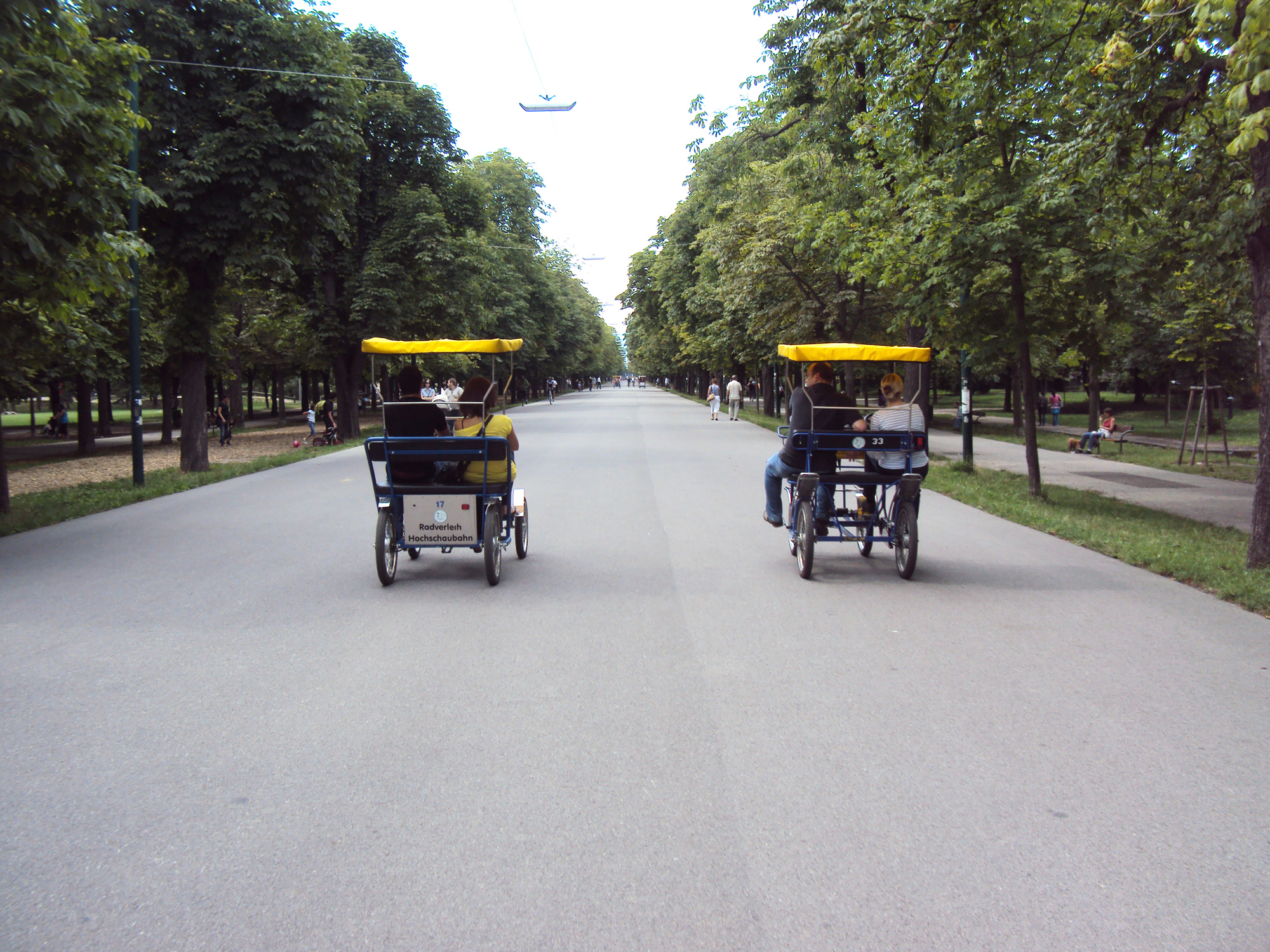
普拉特公园一景

48°12′58″N 16°23′44″E / 48.21611°N 16.39556°E
普拉特公园（德語：Wiener Prater）是位于奥地利维也纳的一座公园，占地面积为6平方千米。该公园主体区域位于维也纳的第二区利奥波德城。